# ويليام بالمر (سياسي)
ويليام بالمر (بالإنجليزية: William A. Palmer) (و. 1781 – 1860 م) هو سياسي، وقاضي، ومحامي أمريكي، ولد في هيبرون، كان عضوًا في الحزب الجمهوري الديمقراطي، توفي في دانفيل، عن عمر يناهز 79 عاماً.

## مناصب
تولى منصب حاكم فيرمونت ‏ (18 أكتوبر 1831–2 نوفمبر 1835)
- عضو مجلس الشيوخ الأمريكي  [لغات أخرى]‏

.

## التعليم
تعلم في جامعة فيرمونت
.